# Douglas Carter Beane
Douglas Carter Beane (Wilkes-Barre, 12 luglio 1959) è un librettista, commediografo e sceneggiatore statunitense.

## Biografia
Beane è noto soprattutto come librettista di commedie musicali e scrittore di opere teatrali a Broadway. Nel 2006 fece il suo debutto a Broadway con la dark-comedy The Little Dog Laughed, che ricevette una candidatura al prestigioso Tony Award alla migliore opera teatrale. Il suo primo musical, un adattamento teatrale del film Xanadu, debuttò a Broadway nel 2007 e valse a Beane il Drama Desk Award al miglior libretto di un musical, oltre che una nomination ai Tony Award nella medesima categoria. Nel 2011 ricevette una nuova candidatura al Tony Award al miglior libretto di un musical per il suo lavoro nell'adattamento teatrale di Sister Act, debuttato a Londra nel 2009 e a Broadway nel 2010. Nel 2011 scrisse il libretto di Lysistrata Jones, un adattamento moderno della Lisistrata di Aristofane ambientato in un liceo americano; per il musical Beane fu ancora candidato al Drama Desk Award e al Tony Award. Nel 2013 curò la revisione del libretto del musical di Rodgers e Hammerstein Cenerentola e lo stesso anno tornò a Broadway con il dramma The Nance, con Nathan Lane nel ruolo principale.
Dichiaratamente omosessuale, Douglas Carter Beane è sposato con Lewis Flinn e la coppia ha adottato due bambini.

## Filmografia

### Sceneggiatore
- A Wong Foo, grazie di tutto! Julie Newmar (To Wong Foo, Thanks for Everything! Julie Newmar), regia di Beeban Kidron (1995)